# BE Circuit
Der BE Circuit (Abkürzung für Badminton Europe Circuit), vormals EBU Circuit, ist eine europäische Wettkampfserie im Badminton.
Die Wettkampfserie wurde 1987 von der European Badminton Union als European Grand Prix ins Leben gerufen, um bestehende internationale Turniere in einem europäischen Wertungssystem zu bündeln. Neben der Vergabe von Punkten für die EBU-Wertung wurden und werden auch gleichzeitig Punkte für die Weltrangliste vergeben. Nach den ersten zwei Jahren, in denen der Sieger nur aufgrund der Punktwertung gekürt wurde, fand drei Jahre lang ein finales Master-Turnier statt, in dem die EBU-Circuit-Sieger ermittelt wurden. Seit der Saison 1992/1993 werden die Sieger wieder aufgrund der erspielten Punkte ermittelt und es werden zusätzlich auch Wertungen in den Doppeldisziplinen erteilt. Seit der Saison 2007/2008 heißt die Turnierserie nun BE Circuit. In Abhängigkeit vom Sponsoring, Terminplan und der Ausrichterfindung wurde der Circuit in einigen Jahren von einem Finale abgeschlossen. Für Nachwuchssportler gibt es den BE Junior Circuit.

## Die Sieger
| Saison    | Herreneinzel              | Dameneinzel        | Herrendoppel                             | Damendoppel                          | Mixed                                |
| --------- | ------------------------- | ------------------ | ---------------------------------------- | ------------------------------------ | ------------------------------------ |
| 1987/1988 | Klaus Fischer             | Bożena Siemieniec  | nicht ausgetragen                        | nicht ausgetragen                    | nicht ausgetragen                    |
| 1988/1989 | Klaus Fischer             | Diana Koleva       | nicht ausgetragen                        | nicht ausgetragen                    | nicht ausgetragen                    |
| 1989/1990 | Thomas Stuer-Lauridsen    | Elena Rybkina      | nicht ausgetragen                        | nicht ausgetragen                    | nicht ausgetragen                    |
| 1990/1991 | Andrei Antropow           | Elena Rybkina      | nicht ausgetragen                        | nicht ausgetragen                    | nicht ausgetragen                    |
| 1991/1992 | Anders Nielsen            | Elena Rybkina      | nicht ausgetragen                        | nicht ausgetragen                    | nicht ausgetragen                    |
| 1992/1993 | Peter Bush                | Alison Humby       | Andrei Antropow Nikolai Sujew            | Joanne Davies Tanya Groves           | Heinz Fischer Irina Serova           |
| 1993/1994 | Hannes Fuchs              | Irina Serova       | Jan Jørgensen                            | Rikke Olsen                          | Valerij Streltsov                    |
| 1994/1995 | Henrik Sørensen           | Margit Borg        | Damian Pławecki Robert Mateusiak         | Maria Bengtsson Margit Borg          | Manuel Dubrulle                      |
| 1995/1996 | Rikard Magnusson          | Michelle Rasmussen | Nathan Robertson                         | Mette Schjoldager                    | Nathan Robertson                     |
| 1996/1997 | Daniel Eriksson           | Tanja Berg         | Jonas Rasmussen                          | Ann-Lou Jørgensen                    | Jonas Rasmussen Ann-Lou Jørgensen    |
| 1997/1998 | Niels Christian Kaldau    | Maja Pohar         | James Anderson                           | Rebecca Pantaney                     | Andrej Pohar Maja Pohar              |
| 1998/1999 | Ruud Kuijten              | Ella Karachkova    | Anthony Clark Ian Sullivan               | Lorraine Cole Tracy Dineen           | Anthony Clark Lorraine Cole          |
| 1999/2000 | Kasper Ødum               | Sandra Dimbour     |                                          |                                      |                                      |
| 2000/2001 | Przemysław Wacha          | Tracey Hallam      | Mathias Boe                              | Lene Mørk Britta Andersen            | Britta Andersen                      |
| 2001/2002 | Bobby Milroy              | Petya Nedelcheva   | Manuel Dubrulle                          | Karina Sørensen                      | Kirsteen McEwan                      |
| 2002/2003 | Kasperi Salo              | Petya Nedelcheva   | Stanislav Pukhov Nikolai Sujew           | Natalia Gorodnicheva                 | Nikolai Sujew Marina Yakusheva       |
| 2003/2004 | Antti Viitikko            | Petya Nedelcheva   | Svetoslav Stoyanov                       | Neli Boteva Petya Nedelcheva         | Simon Archer Donna Kellogg           |
| 2004/2005 | Nathan Rice               | Yuan Wemyss        | Imanuel Hirschfeld                       | Jenny Day                            | Fredrik Bergström Johanna Persson    |
| 2005/2006 | Przemysław Wacha          | Petya Nedelcheva   | Simon Mollyhus Anders Kristiansen        | Emma Mason Imogen Bankier            | Jenny Wallwork                       |
| 2006/2007 | Jens-Kristian Leth        | Jill Pittard       | Imanuel Hirschfeld                       | Emma Mason Imogen Bankier            | Christinna Pedersen                  |
| 2007/2008 | Marc Zwiebler             | Juliane Schenk     | Kristof Hopp Ingo Kindervater            | Ekaterina Ananina Anastasia Russkikh | Alexandr Nikolaenko Nina Vislova     |
| 2008/2009 | Rajiv Ouseph              | Rachel van Cutsen  | Jürgen Koch Peter Zauner                 | Emelie Lennartsson Emma Wengberg     | Vitaliy Durkin Nina Vislova          |
| 2009/2010 | Rune Ulsing               | Ella Diehl         | Mads Conrad-Petersen Mads Pieler Kolding | Maria Helsbøl Anne Skelbæk           | Robin Middleton Mariana Agathangelou |
| 2010/2011 | Pablo Abián               | Larisa Griga       | Marcus Ellis Peter Mills                 | Mariya Ulitina Natalya Voytsekh      | Valeriy Atrashchenkov Elena Prus     |
| 2011/2012 | Przemysław Wacha          | Olga Konon         | Vladimir Ivanov Ivan Sozonov             | Heather Olver Mariana Agathangelou   | Sam Magee Chloe Magee                |
| 2012/2013 | Flemming Quach            | Beatriz Corrales   | Jacco Arends Jelle Maas                  | Irina Hlebko Ksenia Polikarpova      | Marcus Ellis Gabrielle White         |
| 2013/2014 | Pablo Abián               | Beatriz Corrales   | Adam Cwalina Przemysław Wacha            | Gabriela Stoeva Stefani Stoeva       | Robert Blair Imogen Bankier          |
| 2014/2015 | Anders Antonsen           | Olga Konon         | Adam Cwalina Przemysław Wacha            | Gabriela Stoeva Stefani Stoeva       | Robert Mateusiak Nadieżda Zięba      |
| 2016      | Pablo Abián               | Mette Poulsen      | Jones Ralfy Jansen Josche Zurwonne       | Anastasia Chervyakova Olga Morozova  | Mathias Christiansen Lena Grebak     |
| 2017      | Pablo Abián               | Neslihan Yiğit     | Frederik Colberg Rasmus Fladberg         | Bengisu Erçetin Nazlıcan İnci        | Mikkel Mikkelsen Mai Surrow          |
| 2018      | Victor Svendsen           | Neslihan Yiğit     | Daniel Hess Johannes Pistorius           | Ekaterina Bolotova Alina Davletova   | Rodion Alimov Alina Davletova        |
| 2019      | Toma Junior Popov         | Qi Xuefei          | Jones Ralfy Jansen Peter Käsbauer        | Emma Karlsson Johanna Magnusson      | Ben Lane Jessica Pugh                |
| 2020      | Pablo Abián               | Qi Xuefei          | Jones Ralfy Jansen Peter Käsbauer        | Emma Karlsson Johanna Magnusson      | Ben Lane Jessica Pugh                |
| 2021      | Pablo Abián               | Qi Xuefei          | Alexander Dunn Adam Hall                 | Amalie Magelund Freja Ravn           | Ben Lane Jessica Pugh                |
| 2022      | Mads Christophersen       | Jenjira Stadelmann | Rasmus Kjær Frederik Søgaard             | Christine Busch Amalie Schulz        | Lucas Corvée Sharone Bauer           |
| 2023      | Collins Valentine Filimon | Kristin Kuuba      | Andreas Søndergaard Jesper Toft          | Bengisu Erçetin Nazlıcan İnci        | Mads Veestergaard Christine Busch    |
| 2024      | Joakim Oldorff            | Amalie Schulz      | William Kryger Boe Christian Faust Kjær  | Chloe Coney Estelle van Leeuwen      | Callum Hemming Estelle van Leeuwen   |
| 2025      |                           |                    |                                          |                                      |                                      |